# Топлотни појас
Топлотни појасеви на Земљи су издвојени појасеви специфичних одлика. Јављају се као последица Земљиног кретања, револуције Земље.
Земљина оса је нагнута у односу на еклиптику под углом од 66°33′, а еклиптика је нагнута у односу на Сунчев екватор под углом од 23°33′. Та два нагиба имају највећи утицај на климу на Земљи. 
На Земљи се издвајају следећи топлотни појасеви:
- жарки топлотни појас
- два умерена топлотна појаса
- два хладна топлотна појаса[1]

## Жарки топлотни појас
Жарки топлотни појас се јавља са обе стране Екватора. Налази се између северног и јужног повратника (од 23°33′N до 23°33′S)
Основне одлике су високе температуре ваздуха, као и карактеристични ветрови: пасати и антипасати.

## Умерени топлотни појасеви
Умерени топлотни појасеви су појасеви који се налазе између жарког и хладних топлотних појасева. Леже између 23°33′ (повратници) и 66°33′ (поларници) на обе полулопте, па се издвајају северни умерени топлотни појас и јужни умерени топлотни појас. Западни ветрови и морске струје су главне карактеристике ових појасева.

## Хладни топлотни појасеви
Хладни топлотни појасеви се налазе између умерених топлотних појасева и полова. Заузимају простор од 66°33′ (поларници) до полова (90°) на обе Земљине полулопте. У овим појасевима дувају хладни и суви ветрови.